# Józef Mularczyk (pułkownik)

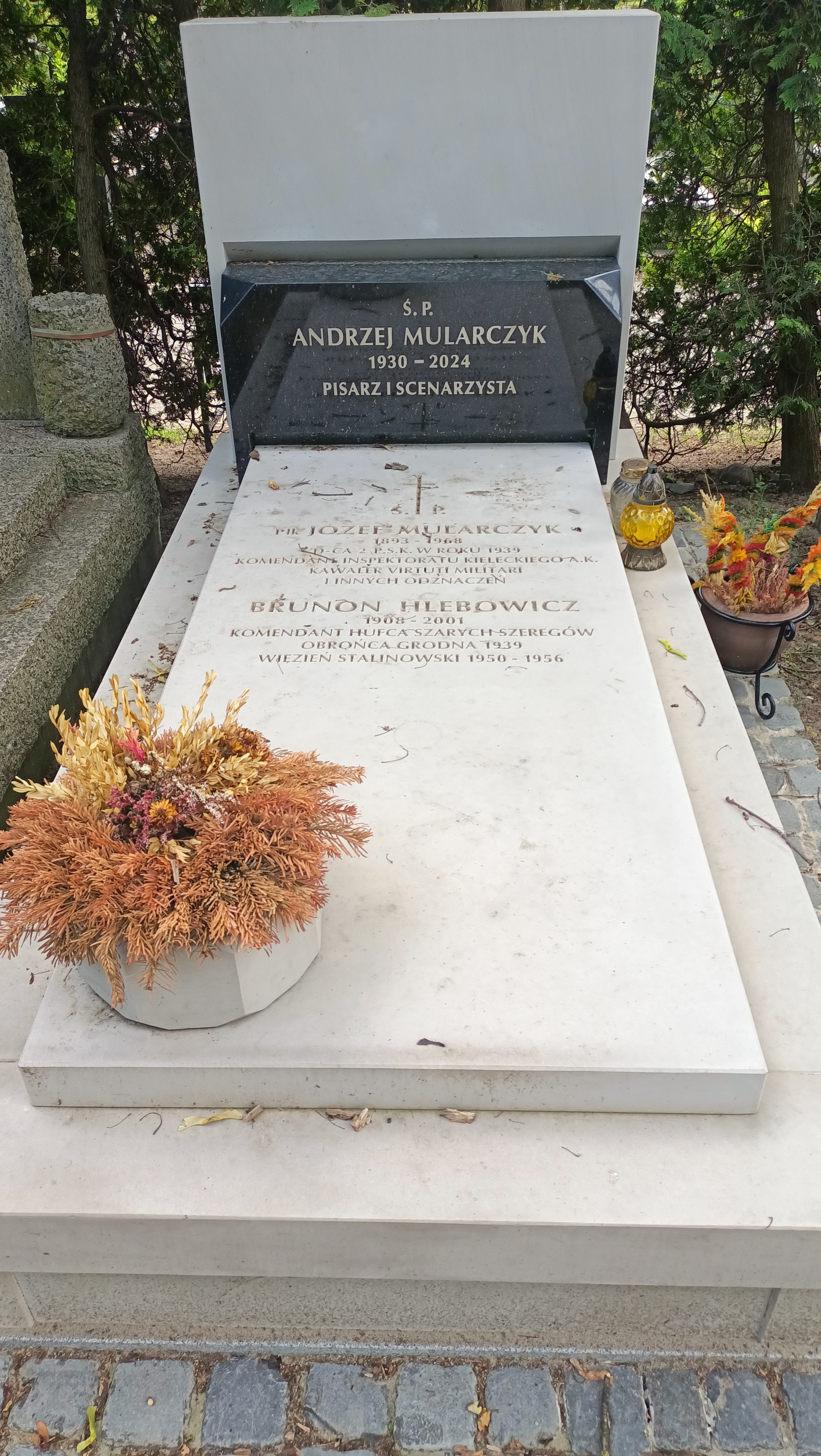
Grób Józefa Mularczyka na Cmentarzu Wojskowym na Powązkach

Józef Mularczyk (ur. 17 marca 1893, zm. 24 września 1968 w Warszawie) – podpułkownik kawalerii Wojska Polskiego.

## Życiorys
Urodził się 17 marca 1893 w Boryczówce (powiat trembowelski). Od sierpnia 1914 do lipca 1917 służył w Legionach Polskich. Służył w Wojsku Polskim w stopniu wachmistrza, a od marca 1919 jako podporucznik. Zweryfikowany w stopniu rotmistrza ze starszeństwem w dniu 1 czerwca 1919. Majorem został 1 stycznia 1928. W kwietniu tego roku został przesunięty ze stanowiska dowódcy szwadronu na stanowisko kwatermistrza w 1 pułku strzelców konnych w Garwolinie. Od 30 maja do 1 października 1930 pełnił obowiązki zastępcy dowódcy 1 psk, a w marcu 1932 został przesunięty ze stanowiska kwatermistrza na stanowisko zastępcy dowódcy 1 psk. Obowiązki pełnił do 18 marca 1937 i od 27 lipca tego roku do 14 czerwca 1938. Od 29 lipca 1939 do 21 sierpnia dowódca 1 psk, 21 sierpnia przeniesiony na stanowisko dowódcy 2 psk.
W czasie kampanii wrześniowej walczył w składzie Wołyńskiej Brygady Kawalerii. Uniknął niewoli, od jesieni 1940 roku w strukturach ZWZ. Po rozwiązaniu AK zaprzestał działalności konspiracyjnej.
Pochowany na cmentarzu Powązki Wojskowe w Warszawie, kwatera II B24 rząd 6 nr grobu 7
Był ojcem Romana Bratnego i Andrzeja Mularczyka. 